# Malhārgarh
Malhārgarh är en ort i Indien.   Den ligger i distriktet Mandsaur och delstaten Madhya Pradesh, i den centrala delen av landet, 500 km söder om huvudstaden New Delhi. Malhārgarh ligger 463 meter över havet och antalet invånare är 7 620.
Terrängen runt Malhārgarh är platt. Runt Malhārgarh är det ganska tätbefolkat, med 222 invånare per kvadratkilometer. Närmaste större samhälle är Jīran, 10,5 km väster om Malhārgarh. Trakten runt Malhārgarh består till största delen av jordbruksmark.